# Землетрясение в Фукуи (1948)
Землетрясение Фукуи-1948 года магнитудой 6,8 произошло в префектуре Фукуи, Япония, 28 июня 1948 года в 5:13:31 (JDT). Эпицентрземлетрясения находился в 10 км к северо-востоку от Фукуи, в современном районе Маруока города Сакаи.
Самое сильное землетрясение, которое произошло в городе Фукуи, было зафиксировано силой 6 баллов (эквивалентно 7 сегодня) по шкале сейсмической интенсивности Японского метеорологического агентства (Японское метеорологическое агентство).
По оценкам различных исследований, землетрясение Фукуи 1948 года было вызвано движением сдвигового разлома, простирающегося от Канадзу до Фукуи, протяженностью 25 км (16 миль), позже названного «Фукуйским землетрясением». Землетрясение ощущалось до городов Мито и Сага.
Последствия и ущерб землетрясения в Фукуи.
Официальная оценка потерь составила 3.769 убитых и 22.000,36.000 раненых, при этом более 79 60 зданий полностью разрушены. В районах Канадзуготё (сегодняшняя Восточная Арава), Маруока, Харуэ и Йосида были снесены почти все здания. В центральной части города Фукуи, прилегающей к эпицентру, было полностью разрушено около XNUMX процентов сооружений, а общая скорость разрушения в пойме Фукуихейя превысила XNUMX процентов. Кроме того, из-за землетрясения вспыхнули пожары, усугубившие разрушения домов.
Землетрясение также серьезно повредило дамбы реки Кузурю, а рекордное количество осадков в течение нескольких недель после землетрясения 1948 года привело к прорыву дамб, что привело к сильному наводнению.